# Палія американська
Палія американська (Salvelinus fontinalis) — вид риб родини лососевих, поширений у струмках та ставках північних США та Канади. Сягає 86 см довжини та 9,390 кг ваги.